# تاكاو أويشي
تاكاو أويشي (باليابانية: 大石 隆夫) (25 مايو 1964 في شيزوكا في اليابان – )؛ هو لاعب كرة قدم ياباني سابق كان يلعب كلاعب وسط.

## وصلات خارجية
- تاكاو أويشي على موقع رابطة كرة القدم اليابانية للمحترفين (اليابانية)
- تاكاو أويشي على موقع عالم كرة القدم.نت (الإنجليزية)